# دیدارهای فوتبال ایران و مجارستان
تیم ملی ایران و تیم ملی مجارستان تاکنون ۴ بار در مقابل یکدیگر قرار گرفته‌اند. حاصل این بازیها، ۴ برد برای تیم ملی مجارستان بوده‌است.
در این بازی‌ها جمعاً ۱۲ گل به ثمر رسیده‌است که یک گل سهم تیم ملی ایران و ۱۱ گل سهم تیم ملی مجارستان می‌باشد.
تنها دیدار رسمی بین این دو تیم با نتیجه ۵ بر ۰ به سود تیم ملی مجارستان به پایان رسیده‌است.

## اولین بازی
اولین بازی بین این دو تیم در تاریخ پنجم شهریور ۱۳۵۱ در مسابقات المپیک ۱۹۷۲ در نورنبرگ آلمان برگزار شده‌است.

## بهترین برد
ایران که تا بحال موفق به کسب برد در برابر تیم ملی مجارستان نشده‌است و بهترین برد مجاری‌ها در برابر تیم ملی ایران کسب برد ۵ بر ۰ در بازی اول بوده‌است.

## فاصله بین بردها
تیم ملی مجارستان تجربه کسب برد در ۴ بازی متوالی در برابر تیم ملی ایران را دارد.

## بررسی کلی بازیها
| بردهای ایران    | ۰ بازی |                | گل‌های ایران | ۱ گل                             |        | بازی‌های برگزار شده در ایران | ۳ بازی |
| مساوی           | ۰ بازی | گل‌های مجارستان | ۱۱ گل       | بازی‌های برگزار شده در کشور بی‌طرف | ۱ بازی |                             |        |
| بردهای مجارستان | ۴ بازی |                |             | بازی‌های برگزار شده در مجارستان   | ۰ بازی |                             |        |
| مجموع بازی‌ها    | ۴ بازی | مجموع گل‌ها     | ۱۲ گل       | مجموع بازی‌ها                     | ۴ بازی |                             |        |

## عنوان بازیها
| #   | عنوان بازی    | تعداد بازی | برد ایران | برد مجارستان | مساوی |
| --- | ------------- | ---------- | --------- | ------------ | ----- |
| ۲   | بای دوستانه   | ۳          | ۰         | ۳            | ۰     |
| ۱   | فوتبال المپیک | ۱          | ۰         | ۱            | ۰     |
| جمع | جمع           | ۴          | ۰         | ۴            | ۰     |

| عملکرد دو تیم در بازی‌های رسمی | عملکرد دو تیم در بازی‌های رسمی | عملکرد دو تیم در بازی‌های رسمی | عملکرد دو تیم در بازی‌های رسمی |
| ----------------------------- | ----------------------------- | ----------------------------- | ----------------------------- |
| بازی                          | برد ایران                     | برد مجارستان                  | مساوی                         |
| ۱ بازی                        | ۰ بازی                        | ۱ بازی                        | ۰ بازی                        |

## میزبان و میهمان
| بازیهایی که در ایران برگزار شده‌است        | بازیهایی که در ایران برگزار شده‌است | بازیهایی که در ایران برگزار شده‌است | بازیهایی که در ایران برگزار شده‌است |
| تیم                                       | برد                                | مساوی                              | باخت                               |
| ----------------------------------------- | ---------------------------------- | ---------------------------------- | ---------------------------------- |
| ایران                                     | ۰                                  | ۰                                  | ۳                                  |
| مجارستان                                  | ۳                                  | ۰                                  | ۰                                  |
| بازیهایی که در مجارستان برگزار شده‌است.    |                                    |                                    |                                    |
| تیم                                       | برد                                | مساوی                              | باخت                               |
| ایران                                     | ۰                                  | ۰                                  | ۰                                  |
| مجارستان                                  | ۰                                  | ۰                                  | ۰                                  |
| بازیهایی که در کشوری بی‌طرف برگزار شده‌است. |                                    |                                    |                                    |
| تیم                                       | برد                                | مساوی                              | باخت                               |
| ایران                                     | ۰                                  | ۰                                  | ۱                                  |
| مجارستان                                  | ۱                                  | ۰                                  | ۰                                  |

## فهرست کلی بازیها
| # | تاریخ      | نتیجه بازی         | ورزشگاه / شهر  | عنوان بازیها | گلزنان                                                              |
| - | ---------- | ------------------ | -------------- | ------------ | ------------------------------------------------------------------- |
| ۴ | ۱۳۷۷/۱/۳۱  | ایران ۰–۲ مجارستان | آزادی، تهران   | جام ال‌جی     | آتیلا کرسوس (۱۵) – بلِا ایلِس (۵۷)                                    |
| ۳ | ۱۳۵۵/۱۲/۲۴ | ایران ۰–۲ مجارستان | امجدیه، تهران  | بازی دوستانه | لاسزلو فازکاس (۲۵-پ) – تیبور اِنیلاسی (۸۰)                           |
| ۲ | ۱۳۵۴/۵/۱۹  | ایران ۱–۲ مجارستان | آزادی، تهران   | بازی دوستانه | غلامحسین مظلومی (۴۴) ** بِلا واردی (۲۸) – لاسزلو اِن‌جی (۵۳)           |
| ۱ | ۱۳۵۱/۶/۵   | ایران ۰–۵ مجارستان | نورنبرگ، آلمان | المپیک ۱۹۷۲  | آنتون دونایی (۳۱ و ۴۸ و ۱+۹۰) – بِلا واردی (۵۳) – میه‌یالی کوزما (۸۱) |

## گلزنان
غلامحسین مظلومی تنها بازیکن ایرانی است که موفق به گشودن دروازه تیم ملی مجارستان شده‌است.
۸ بازیکن مجاری موفق به گلزنی در برابر تیم ملی ایران شده‌اند

### گلزنان ایران
- ۱ گل: غلامحسین مظلومی

### گلزنان مجارستان
- ۳ گل : آنتون دونایی
- ۲ گل: بِلا واردی
- ۱ گل: بلِا ایلِس – آتیلا کرسوس – لاسزلو فازکاس – تیبور اِنیلاسی – لاسزلو اِن‌جی – میه‌یالی کوزما